# Ет (вірменська літера)
Ը, ը (ит, вірм. ըթ) — восьма літера вірменської абетки.
Позначає звук /ə/, який у вірменській орфографії зазвичай не позначається, за винятком початку та кінця слова, а також при перенесенні на новий рядок по складах. Проте цей звук обов'язково вимовляється на стиках декількох приголосних.
Через те, що ця літера не пишеться між приголосними, хоч голосний звук там наявний, у російській та українській мовах усталилася хибна передача вірменських прізвищ на кшталт Мкртчян.
В Юнікоді має такі коди: U+0538 для Ը, U+0568 для ը. В інших типах кодування відсутня.
Числове значення — 8.